# Isboset
Isboset (Hebreeuws: אִֽישְׁבֹּ֫שֶׁת ʼÎšbṓšeṯ) is een persoon uit de Hebreeuwse Bijbel. Hij was een van de vier zonen van Koning Saul en werd oorspronkelijk Esbaäl (Hebreeuws: אֶשְׁבַּ֫עַל ʼEšbáʻal) genoemd. Hij werd gekozen als tweede koning van het verenigd Koninkrijk Israël na de dood van zijn vader en drie broers bij de slag bij Gilboa.
Isboset regeerde twee jaar over de tien noordelijke stammen van Israël. Vanuit Hebron regeerde David 7½ jaar over Juda. Isbosets veldheer Abner viel hem af en kort daarop werd Isboset vermoord. Daarmee kwam de dynastie van Saul ten einde.